# هنری کلی (دلاویر)
هنری کلی (به انگلیسی: Henry Clay) یک منطقهٔ مسکونی در ایالات متحده آمریکا است که در شهرستان نیوکاسل، دلاویر واقع شده‌است. هنری کلی ۳۸٫۱ متر بالاتر از سطح دریا واقع شده‌است.